# Lothar Killermann
Lothar Killermann (* 18. Januar 1935) ist ein ehemaliger deutscher Fußballspieler, der von 1956 bis 1970 in der DDR-Oberliga, der höchsten Fußballliga im DDR-Fußball, für die BSG Wismut Aue und den SC Wismut Karl-Marx-Stadt aktiv war. Mit dem SC Wismut wurde er dreimal DDR-Meister.

## Sportliche Laufbahn
Killermann startete als 21-Jähriger am 13. Mai 1956 im Spiel SC Empor Rostock – SC Wismut Karl-Marx-Stadt (0:1) seine Karriere als Oberligaspieler. In der 73. Minute wurde er für den Rechtsaußenstürmer Kurt Viertel eingewechselt. Bis zum Saisonende, die Spielzeit wurde erstmals im Kalenderjahr-Rhythmus ausgetragen, kam er noch zweimal als Einwechselspieler zum Einsatz. Der SC Wismut, dessen Fußballmannschaft seit Gründung des Sportclubs 1954 seine Heimspiele in Aue) austrug, wurde in dieser Saison zum ersten Mal DDR-Fußballmeister. Auch 1957 war Killermann nur Ersatzspieler, kam aber bereits auf acht Oberligaspiele und erzielte auch seine ersten beiden Oberligatore. Mit seiner Mannschaft konnte er den Meistertitel verteidigen. Im Herbst 1957 gab der SC Wismut seinen Einstand im Europapokal der Landesmeister. Nach fünf Spielen scheiterte der DDR-Meister am niederländischen Titelträger Ajax Amsterdam. Killermann wurde nur in zwei Vorrundenspielen gegen den polnischen Meister Gwardia Warschau eingesetzt.
In der Spielzeit 1958 steigerte sich Killermann zum Stammspieler bei SC Wismut. Von den 26 Punktspielen bestritt er 23 Partien und wurde mit neun Meisterschaftstreffern Torschützenkönig seiner Mannschaft. Aufgrund der 1957er Meisterschaft konnte Wismut Karl-Marx-Stadt auch in der Europapokalsaison 1958/59 antreten. Dort stieß man bis ins Viertelfinale vor und scheiterte erst dort am Schweizer Meister BSC Young Boys. In den acht Europapokalspielen wurde Killermann sechsmal eingesetzt, konnte aber seine in der Oberliga gezeigte Torgefährlichkeit nicht nutzen. 1959 wurde der SC Wismut zum dritten Mal DDR-Meister, Killermann mit 24 Oberligaspielen, hauptsächlich Rechtsaußenstürmer spielend, gehörte mit sechs Toren wieder zu den erfolgreichsten Schützen der Mannschaft. In den drei Europapokalspielen des Jahres 1960 wurde er nicht eingesetzt, da er sich in der Oberligasaison 1960 schon früh verletzt hatte und dort nur dreimal eingesetzt werden konnte.
1961 kehrte der DDR-Fußball zum Sommer-Frühjahr-Spielrhythmus zurück, dazu mussten vom März 1961 bis zum Juni 1962 39 Oberligaspiele ausgetragen werden. Aufgrund seiner Verletzung wurde Killermann erst vom September an wieder regelmäßig in der Oberligamannschaft eingesetzt. Er absolvierte 25 Punktspiele, zuerst in der Verteidigung, dann im Mittelfeld und in den letzten zehn Begegnungen wie gewohnt als Stürmer. In diesen Spielen kam er jedoch nur auf vier Tore. Anfangs hatte er mehrere Spiele mit der Reservemannschaft des SC Wismut bestritten, die die Saison als Meister der der Oberligareserven abschloss. Die Oberligasaison 1962/63 verlief wieder normal mit 26 Punktspielen. In dieser wie in den folgenden zwei Spielzeiten (ab 1963/64 kehrte die Fußballsektion wieder zum Namen BSG Wismut Aue zurück) kam Killermann insgesamt nur auf 48 von 78 möglichen Punktspieleinsätzen und spielte auf unterschiedlichen Positionen.
Erst als Trainer Bringfried Müller zur Saison 1965/66 die Oberligamannschaft von Wismut Aue übernahm, konnte Killermann mit 25 Spielen wieder eine Saison voll durchspielen und kristallisierte sich dabei als Mittelfeldakteur heraus. Zwischen 1966 und 1968 fehlte Killermann in keiner Oberligapartie, wobei er in der Rückrunde 1966/67 hauptsächlich als Innenverteidiger eingesetzt wurde. Obwohl er auch für die Spielzeit 1968/69 für das Oberliga-Aufgebot von Wismut Aue gemeldet wurde, kam er in dieser Saison gar nicht zum Einsatz. 1969/70 war Killermanns letzte Oberligasaison. Zwischen dem 3. und 15. Spieltag kam er in der Regel noch zwölfmal zum Einsatz, und sein letztes Oberligaspiel bestritt er am letzten Saisonspieltag in der Begegnung FC Karl-Marx-Stadt – Wismut Aue (1:2), in der noch einmal als Innenverteidiger auflief. Nach 224 Spielen in der DDR-Oberliga, in denen er 27 Tore erzielte, zog sich Killermann im Alter von 35 Jahren vom Leistungssport zurück.